# Дзиза, Алессандро
Ка́рло Алесса́ндро Дзи́за (итал. Carlo Alessandro Zisa; род. 11 апреля 1965, Кортина-д’Ампеццо, Венеция) — итальянский кёрлингист, спортивный функционер.

## Карьера
В составе мужской сборной Италии участник чемпионата мира 2005 (заняли двенадцатое место) и десяти чемпионатов Европы (лучший результат — пятое место в 2004 году). В составе смешанной сборной Италии участник чемпионата Европы среди смешанных команд 2012. Восьмикратный чемпион Италии среди мужчин, а также чемпион Италии среди смешанных команд.
Играл в основном на позициях первого и третьего.
После окончания карьеры кёрлингиста с 2011 — президент кёрлинг-клуба CC Dolomiti (Кортина-д’Ампеццо).

## Достижения
- Чемпионат Италии по кёрлингу среди мужчин: золото (8 раз), серебро (5 раза), бронза (2 раза).
- Чемпионат Италии по кёрлингу среди смешанных команд: золото (1 раз), серебро (1 раз).
- Чемпионат Италии по кёрлингу среди юниоров: золото (1 раз), серебро (1 раз).

## Команды
| Сезон                                          | Четвёртый         | Третий                  | Второй                                    | Первый            | Запасной                                                            | Турниры                              |
| ---------------------------------------------- | ----------------- | ----------------------- | ----------------------------------------- | ----------------- | ------------------------------------------------------------------- | ------------------------------------ |
| 1997—98                                        | Клаудио Пеша      | Стефано Ферронато       | Alessandro Lettieri                       | Алессандро Дзиза  | Gianluca Lorenzi тренеры: Фабио Альвера Otto Danieli                | ЧЕ 1997 (13 место)                   |
| 1999—00                                        | Стефано Ферронато | Фабио Альвера           | Gianluca Lorenzi                          | Алессандро Дзиза  | Марко Мариани                                                       | ЧЕ 1999 (12 место)                   |
| 2000—01                                        | Стефано Ферронато | Фабио Альвера           | Gianluca Lorenzi                          | Алессандро Дзиза  | Марко Мариани тренер: Родгер Густаф Шмидт                           | ЧЕ 2000 (12 место)                   |
| 2003—04                                        | Стефано Ферронато | Фабио Альвера           | Марко Мариани                             | Алессандро Дзиза  | Адриано Лоренци тренер: Родгер Густаф Шмидт                         | ЧЕ 2003 (8 место)                    |
| 2004—05                                        | Стефано Ферронато | Фабио Альвера           | Вальтер Бомбассеи (ЧЕ) Марко Мариани (ЧМ) | Алессандро Дзиза  | Жоэль Реторна тренер: Родгер Густаф Шмидт                           | ЧЕ 2004 (5 место) ЧМ 2005 (12 место) |
| 2005—06                                        | Жоэль Реторна     | Фабио Альвера           | Марко Мариани                             | Алессандро Дзиза  | Джанпаоло Дзандеджакомо тренеры: Родгер Густаф Шмидт, Жан-Пьер Рюче | ЧЕ 2005 (9 место)                    |
| 2006—07                                        | Стефано Ферронато | Алессандро Дзиза        | Марко Мариани                             | Адриано Лоренци   | Джорджо Да Рин                                                      | ЧЕ 2006 (12 место)                   |
| 2007—08                                        | Жоэль Реторна     | Сильвио Дзанотелли      | Марко Мариани                             | Алессандро Дзиза  | Давиде Дзанотелли тренер: Фабио Альвера                             | ЧЕ 2007 (10 место)                   |
| 2008—09                                        | Стефано Ферронато | Алессандро Дзиза        | Джанпаоло Дзандеджакомо                   | Марко Мариани     | Джорджо Да Рин тренер: Фабио Альвера                                | ЧЕ 2008 (12 место)                   |
| 2009—10                                        | Стефано Ферронато | Джанпаоло Дзандеджакомо | Марко Мариани                             | Алессандро Дзиза  | Джорджо Да Рин тренер: Жан-Пьер Рюче                                | ЧЕ 2009 (10 место)                   |
| 2010—11                                        | Джорджо Да Рин    | Алессандро Дзиза        | Альберто Альвера                          | Марко Мариани     |                                                                     |                                      |
| Кёрлинг среди смешанных команд (mixed curling) |                   |                         |                                           |                   |                                                                     |                                      |
| 2012—13                                        | Алессандро Дзиза  | Элеттра Де Коль         | Альберто Альвера                          | Виолетта Кальдарт | Марко Мариани (ЧЕСК)                                                | ЧИСК 2012 · ЧЕСК 2012 (16 место)     |

(скипы выделены полужирным шрифтом)